# Лутава (древнерусский город)
это статья о древнерусском городе, о современном селе см. Лутава
Лута́ва — древнерусский город XII—XIII веков. Располагался на юго-западной границе Черниговского княжества. Разрушен в середине XIII века.

## История
Город Лутава упоминается в Ипатьевской летописи под 1155, 1159 и 1175 годами в связи с мирными переговорами и съездом чернигово-северских князей Ольговичей. Исследователи считают, что город возник в середине XII века.

## Городище
Город отождествляется с городищем, остатки детинца и посада которого были обнаружены на возвышении 9—12 м у окончания мыса длиной 2 на 1 км, созданном изгибом русла реки Десна и руслом её небольшого притока, впадающего в Десну и омывающего мыс с юга, между сёлами Карпиловка (в 3 км от него находится современное село Лутава) и Коропье Козелецкого района Черниговской области, что на 60 км юго-западнее города Чернигов и около 12 км на север от города Остёр.
Городище имеет оваловидную форму 150х90 м. В ходе раскопок обнаружены следы укреплений, уничтоженные пахотой в XIX—XX веке. Культурный слой XII—XIII веков имеет ярко выраженный городской характер (в частности, были обнаружены фрагменты плинфы). С северо-запада к детинцу прилегает открытый посад размерами около 8 гектар. На реке очевидно существовала пристань, соединённая с детинцем защищённой валом дорогой.